# Holger Herrmann
Holger Herrmann,  Künstlername: holgerherrmann (* 30. Dezember 1942 in Mainz; † 20. Mai 2014 in Frankfurt am Main)
war ein deutscher Maler und Grafiker.

## Werdegang
Nach seinem Studium der Kunstgeschichte an der Universität Mainz besuchte Herrmann von 1965 bis 1968 die Staatliche Hochschule für Bildende Künste – Städelschule. Es folgte von 1971 bis 1973 ein viersemestriges Studium an der Hochschule für Bildende Künste  Hamburg.

## Werk
Bereits an der Städelschule bei Johann Georg Geyger entstanden erste abstrakte Arbeiten des Künstlers, die in den 1970er Jahren von realistischen Motive mit gesellschaftskritischem Inhalt abgelöst wurden. Mit dem Maler Peter Engel gründete er eine Litho-Werkstatt, um eigene Arbeiten in kleiner Auflage zu drucken. Hier, wie in der folgenden Zeit, arbeitete Herrmann seriell in Werkgruppen. Es folgten ab 1980 großformatige Gemälde (Der Spaziergänger, 198, Öl Nessel Holz, 2 Tafeln je 155 × 95 cm, gesamt ca. 155 × 190) und malerische und gestische Figurationen, auch in den grafischen Drucktechniken Radierung und Holzschnitt.  Bei einem Atelierbrand wurde im Dezember 2009 nahezu sein gesamtes Werk vernichtet. Ein malerischer Neubeginn folgte mit einer großformatigen Serie von Silberstiftzeichnungen unter dem Titel „Exerzitien“. Auf seiner letzten Ausstellung 2014 in der Ausstellungshalle Schulstraße 1a wurden abstrakte großformatige Grisaille-Bilder unter dem gemeinsamen Titel Rauschen gezeigt. „Eine gestische Malerei, die sich selbst ordnet ...“
1986 gründete Herrmann die Artothek in Frankfurt, die er bis 1988 leitete. Zwischen 2000 und 2010 hatte er Lehraufträge im Fachbereich Kunst an der Johann Wolfgang Goethe-Universität Frankfurt am Main und an der Kunsthochschule Mainz. Holger Herrmann lebte und arbeitete im Frankfurter Nordend. 2013 wurde ihm der Ilse-Hannes-Preis überreicht.

## Ausstellungen
- 1983: Neue Kunst aus Frankfurt, Frankfurter Kunstverein, Frankfurt am Main
- 1984: Holger Herrmann,  Kunsthalle Darmstadt
- 1990: Teile. Kommunale Galerie im Leinwandhaus, Frankfurt am Main
- 1995: Holger Herrmann, Goldhalle des Hessischen Rundfunks,  Marielies Hess-Stiftung, Frankfurt am Main
- 2010: reihe II – 11 großformatige Holzdrucke, Galerie Braubachfive, Frankfurt am Main;  „...nicht mehr als diesen Stab“, St. Matthäus-Kirche, Berlin
- 2014: Arbeiten auf Papier, Baumwolle und Leinwand 2010 bis 2014, Ausstellungshalle Schulstraße 1A

## Werke und Schriften
- Dorit Marhenke (Hrsg.): Holger Herrmann Kunsthalle Darmstadt, Kunstverein Darmstadt, 1984
- Eine Folge von 8 Kaltnadelradierungen und 1 Skizze von Adam Seide, Galerie im Draier Verlag, Frankfurt am Main 1989
- Teile. Verlag Kommunale Galerie im Leinwandhaus, Frankfurt am Main 1990
- Er. Arbeiten seit 1987. Mit einem Text von Ariane Grigoteit und drei Gedichten von Hadayatullah Hübsch, Dreier-Edition, Friedberg (Hessen) 1991
- The Walker. Arbeiten 1990-2002 (Dreisprachige Ausgabe: Deutsch – Englisch – Spanisch), Galerie Forum, Usingen 2002